# Герман (цезар)
Вижте пояснителната страница за други личности с името Герман.
Герман Постум (Germanus; Germanus Postumus; гръцки: Γερμανός, * 551?; † 605 в Константинопол) e син на Матазуента и Герман. Роден е след смъртта на баща му и затова има името Постум.
Майка му е дъщеря на остготската кралица Амалазунта и вестгота крал Еутарих († ок. 523) и внучка на остготския крал Теодорих Велики. Баща му Герман
(магистър милитум на Тракия) е братовчед на император Юстиниан I и умира през 550 г. в Сердика.
Геман е осиновен от император Тиберий II. През 582 г. се жени за Харито, първородната дъщеря на Тиберий II и е издигнат заедно с Маврикий за Цезар и престолонаследник. Герман е управител на Африка и вероятно се отказва от престолонаследството. Когато Тиберий умира на 14 август 582 г. само Маврикий става император.
Герман участва в бунт против Фока през 605 г. и е екзекутиран заедно със семейството си.